# Gerhard Finckh

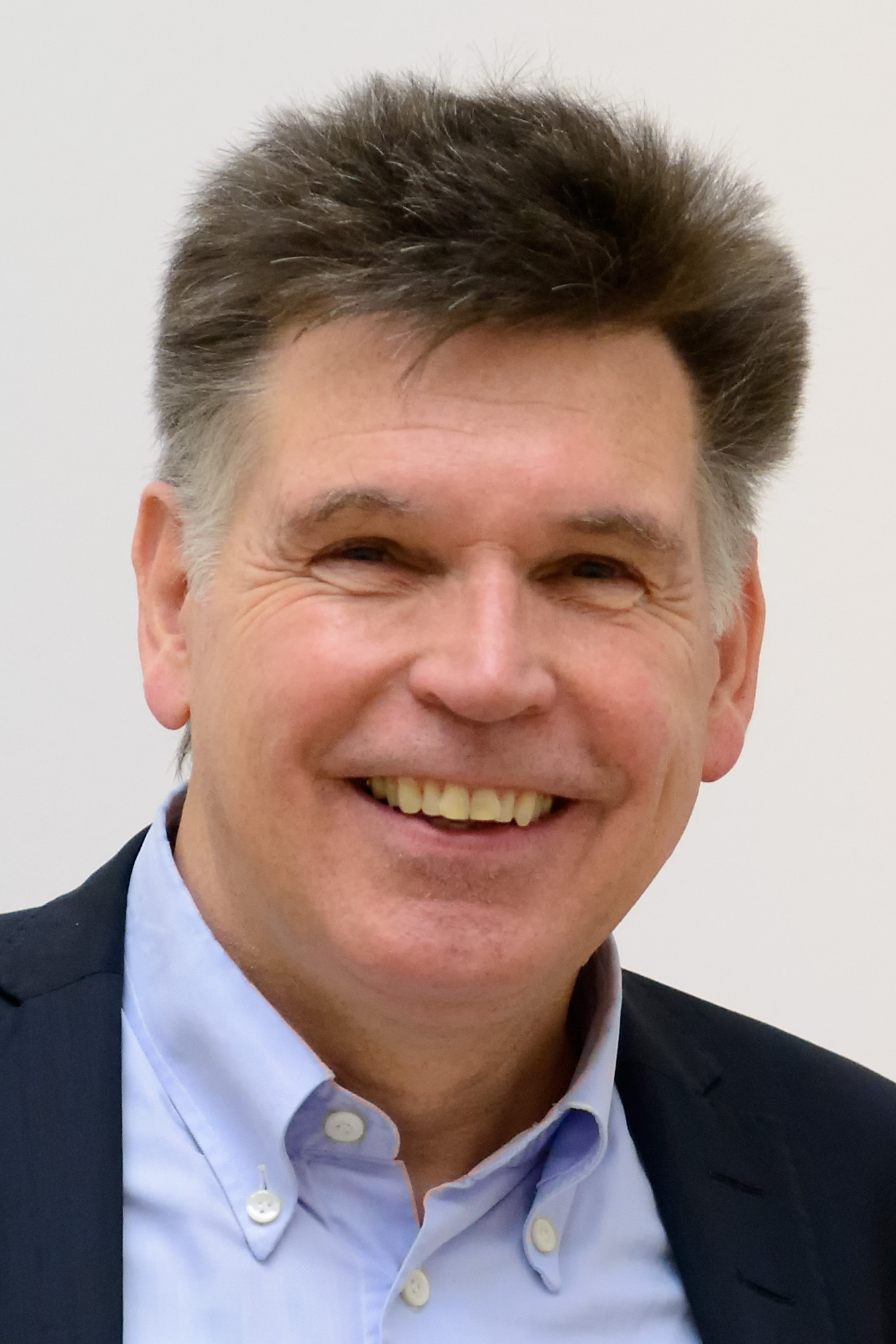
Gerhard Finckh (2014)

Gerhard Finckh (* 12. April 1952 in Bruckmühl) ist ein deutscher Kunsthistoriker.

## Leben
Finckh absolvierte sein Studium an der Universität München, wo er Kunstgeschichte und „Bayerische Geschichte“ studierte. 1987 wurde er an der Technischen Universität München mit einer Arbeit zum Thema „Münchner Bildhauerei der 20er Jahre“ promoviert. Von 1987 bis 1990 war er Leiter der Kunsthalle Emden. Von 1990 bis 2000 war Finckh Ausstellungsleiter im Museum Folkwang in Essen. Danach leitete er das Museum Morsbroich im Schloss Morsbroich in Leverkusen.
Vom 1. April 2006 bis 1. Mai 2019 war Gerhard Finckh  Museumsdirektor des Von der Heydt-Museums und der hierzu gehörenden Von der Heydt-Kunsthalle Barmen im Haus der Jugend in Wuppertal.
Er kuratierte international beachtete Ausstellungen wie die Renoir-Ausstellung (2007/08), die Monet-Ausstellung (2009/10) oder die Pissaro-Ausstellung (2014/15). Die Präsentationen Finckhs zum Impressionismus und zur Avantgarde des 20. Jahrhunderts wurden von Kritikern mehrfach zur "Ausstellung des Jahres" gewählt. Einige Ausstellungen brachten dem Museum allerdings so starke Verluste, dass kurz vor Ende der Amtszeit Finckhs die von ihm als Geschäftsführer verantwortete Museums-GmbH finanziell stark geschwächt dastand.

## Auszeichnungen
- 2015: Chevalier de l’Ordre des Arts et des Lettres[5]

## Veröffentlichungen (Auswahl)
- (Hrsg.): Auguste Renoir und die Landschaft des Impressionismus. Anlässlich der Ausstellung „Renoir und die Landschaft des Impressionismus“, Von-der-Heydt-Museum Wuppertal, 28. Oktober 2007 bis 27. Januar 2008. Von der Heydt-Museum, Wuppertal 2007, ISBN 978-3-89202-069-1.
- (Hrsg.): Claude Monet. Anlässlich der Ausstellung „Claude Monet“, Von-der-Heydt-Museum Wuppertal, 11. Oktober 2009 bis 28. Februar 2010. Von der Heydt-Museum, Wuppertal 2009, ISBN 978-3-89202-075-2.
- mit Nicole Hartje-Grave: Von der Heydt-Museum Wuppertal. Meisterwerke. Von der Heydt-Museum, Wuppertal 2010, ISBN 978-3-89202-076-9.
- mit Toke Lykeberg: Still on and non the wiser. An exhibition with selected urban artists. Publikat Verlag, Mainaschaff 2008, ISBN 3-939566-20-9 (Ausstellungskatalog).
- (Hrsg.): Camille Pissarro. Der Vater des Impressionismus. Anlässlich der Ausstellung „Pissarro – Vater des Impressionismus“, Von-der-Heydt-Museum Wuppertal, 14. Oktober 2014 bis 22. Februar 2015. Von-der-Heydt-Museum, Wuppertal, 2014, ISBN 978-3-89202-091-2.